# Orimarga (Orimarga) resupina
Orimarga (Orimarga) resupina is een tweevleugelige uit de familie steltmuggen (Limoniidae). De soort komt voor in het Oriëntaals gebied.